# Linea East West

La linea East West è rappresentata sulle mappe con il colore verde

La linea East West (in italiano letteralmente: linea Est-Ovest) è una linea della metropolitana di Singapore gestita da SMRT. 
È la seconda linea ad essere stata costruita a Singapore. 
La linea è lunga 57,2 chilometri (35,5 miglia) con 35 stazioni, di cui 8 sottoterra, che la rendono la linea più lunga di Singapore. 
Corre da Pasir Ris, nella regione orientale di Singapore, a Tuas Link a ovest; qui la linea si divide in due diramazioni raggiungendo Tanah Merah e l'Aeroporto Changi. La linea è entrata in servizio il 12 dicembre 1987 e sulle mappe è colorata in verde. 
A seconda del capolinea finale può essere chiamata linea 1, linea 2 o linea 3.

## Percorso
Come suggerisce il nome, la linea collega il centro di Singapore alle parti est e ovest dell'isola, con una ramificazione tra l'aeroporto Changi e Tanah Merah, gestito come servizio navetta separato. La linea corre per lo più su viadotti sopraelevati, ma va sottoterra nell'area della città tra Kallang e Redhill, Bedok e Kembangan, e tra l'Expo e l'aeroporto di Changi. Viaggiare da un capolinea all'altro richiede circa 78 minuti.
La linea East-West venne realizzata contemporaneamente alla linea North South, condividendone quindi la segnaletica e il materiale rotabile.

## Storia
Il primo segmento della linea East West, tra la City Hall e le stazioni di Outram Park, è stato inaugurato il 12 dicembre 1987. È stato esteso a Clementi il 12 marzo 1988 e a Lakeside il 5 novembre 1988. L'estensione orientale a Tanah Merah è stata inaugurata 4 novembre 1989. La linea fu estesa a Pasir Ris il 16 dicembre 1989. L'ultima stazione del sistema originale, Boon Lay, fu aperta il 6 luglio 1990.

### Diramazione per l'Aeroporto di Changi
L'idea di estendere la metropolitana all'Aeroporto di Changi venne presa in considerazione con l'avvio dei progetti per la realizzazione del terminal 3 dell'aeroporto. Quando l'espansione dello scalo venne confermata, venne annunciata anche la realizzazione di un ramo della linea East West verso l'Aeroporto di Changi, ma con sole due stazioni aggiuntive, senza superare lo scalo e giungere a Changi Point, come inizialmente previsto.
La prima stazione ad aprire fu Expo, il 10 gennaio 2001, operando un servizio navetta verso The Tanah Merah; con l'apertura della stazione Changi Airport, il 27 febbraio 2002, il servizio fu unificato al resto della linea East West, ma tornò presto a operare come servizio navetta a causa dello scarso utilizzo della sezione.

### L'estensione "Boon Lay"
L'estensione è stata annunciata dalla il 30 dicembre 2004. L'estensione è destinata ai residenti nella zona di Jurong West Town e a coloro che lavorano nella zona industriale di Jurong. Le stazioni Pioneer e Joo Koon sono state ufficialmente aperte al pubblico il 28 febbraio 2009.

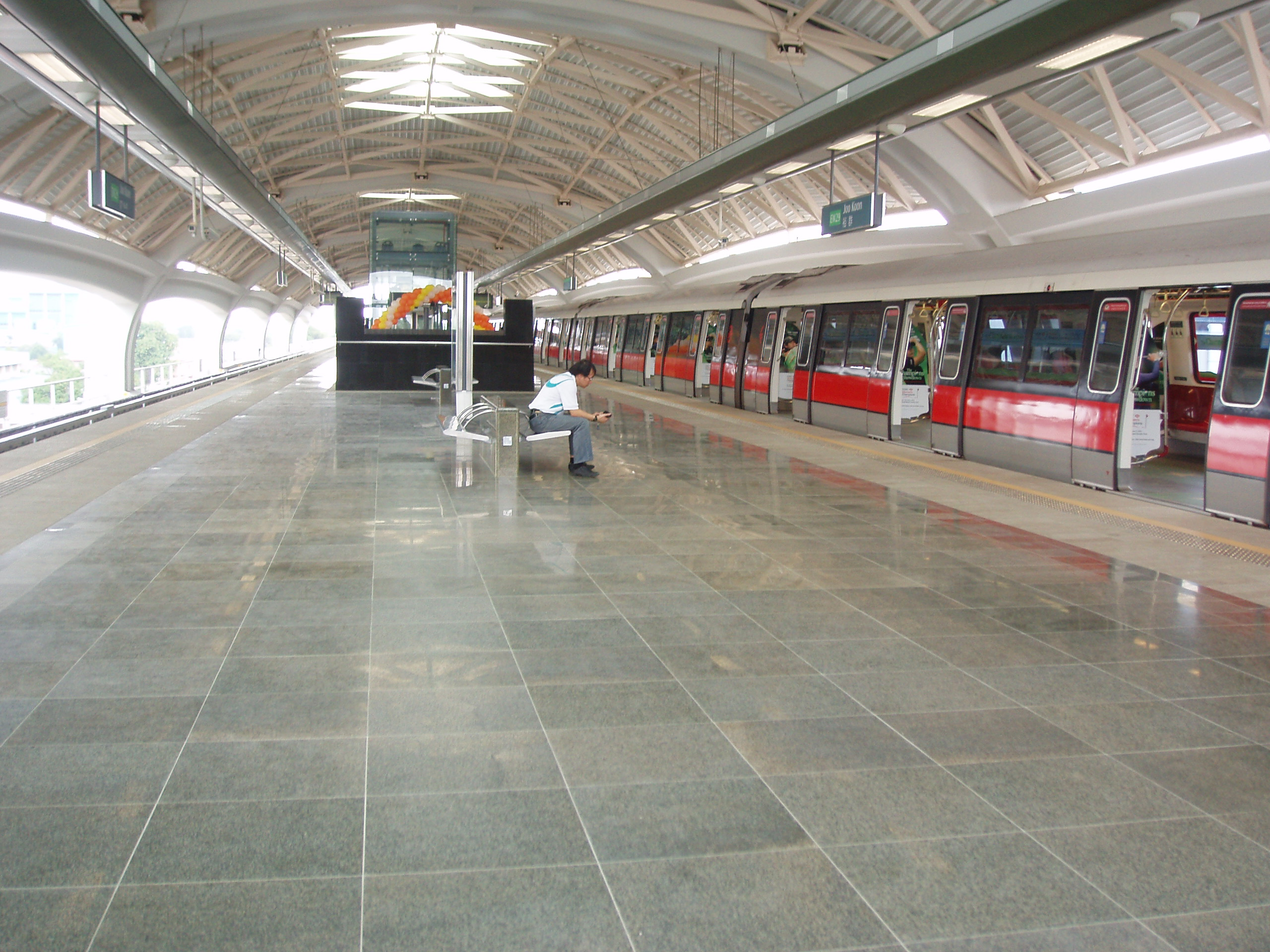
La stazione Joo Koon, prima che venissero installate le porte di banchina.

### L'estensione per Tuas West

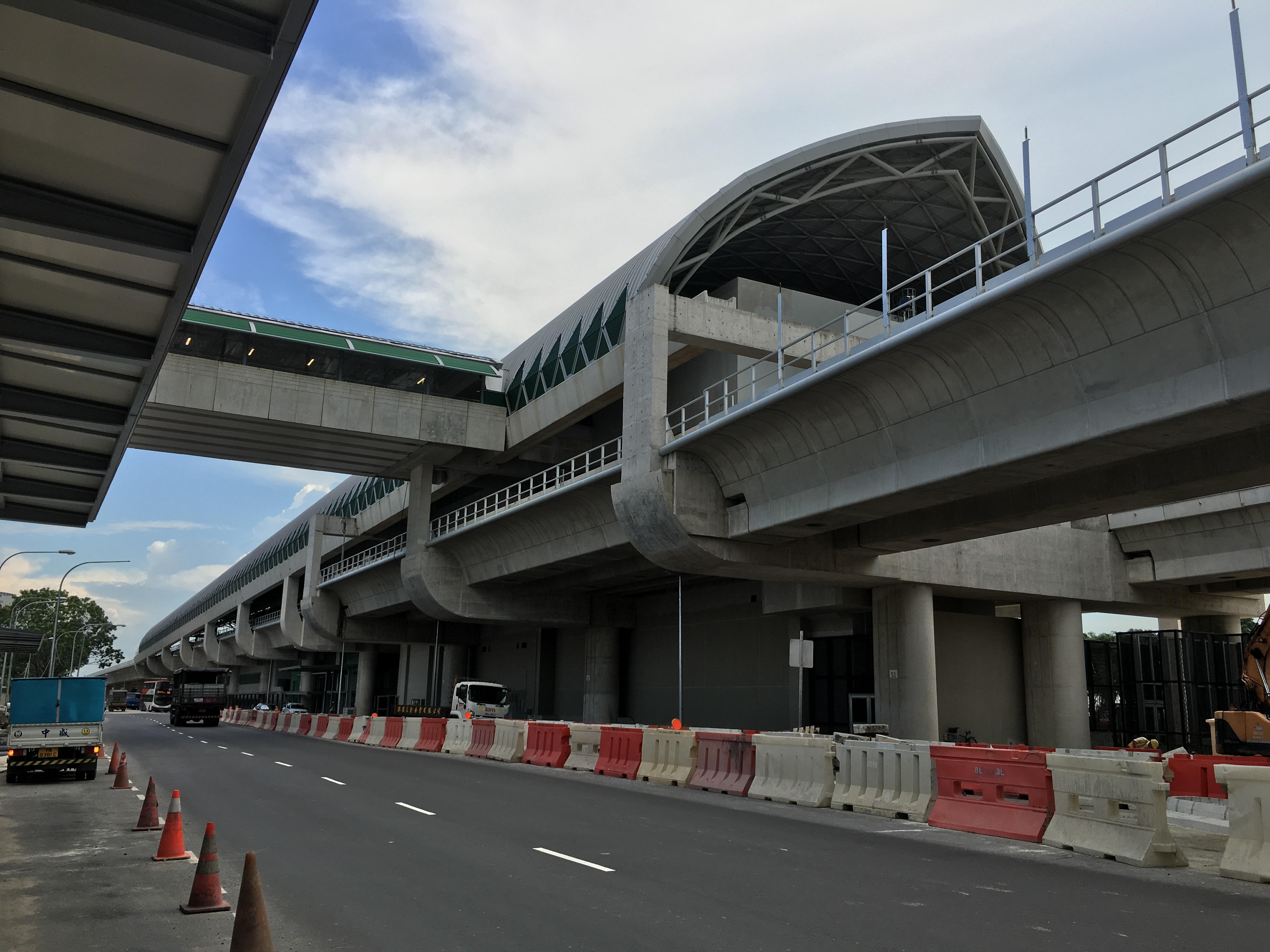
La stazione Tuas Link

L'11 gennaio 2011 è stata annunciata l'estensione per Tuas West, un'estensione della linea East West dalla stazione Joo Koon alla stazione Tuas Link. Si tratta di un viadotto a due binari lungo 7,5 chilometri, quattro stazioni sopraelevate e un deposito di 26 ettari per la manutenzione dei treni aggiuntivi che verranno acquistati per l'estensione e per provvedere al futuro ampliamento della linea. Le stazioni dell'estensione sono Gul Circle, Tuas Crescent, Tuas West Road e Tuas Link. Il 4 maggio 2012, l'Autorità per i trasporti terrestri ha segnato l'inizio della costruzione dell'estensione per Tuas West con una cerimonia di posa della prima pietra nel sito della futura stazione Tuas Link.
L'estensione per Tuas West entrò in esercizio il 18 giugno 2017.

### Installazione delle porte di banchina
Ci furono numerose richieste per l'installazione delle porte di banchina nelle stazioni sopraelevate dopo che sono avvenuti diversi incidenti in cui i passeggeri sono stati uccisi o feriti gravemente da treni in avvicinamento. Nelle stazioni interrate le porte erano già presenti dal 1987. Le autorità inizialmente respinsero la proposta ponendo dei dubbi sulla funzionalità e le preoccupazioni per gli alti costi di installazione, ma fecero una svolta nel gennaio 2008, quando il governo annunciò i piani per installare le porte della piattaforma a mezza altezza piuttosto che ad altezza completa. Le porte di banchina vennero installate nel 2009 nelle stazioni di Jurong East e Pasir Ris in modo sperimentale. L'installazione definitiva iniziò dalle stazioni Clementi e Lakeside nell'aprile 2010 per concludersi il 31 agosto 2011 con l'installazione delle porte di banchina alla stazione Expo.

### Cronologia
Le tratte della linea vennero aperte nelle seguenti date:
- 12 dicembre 1987: City Hall – Outram Park
- 12 marzo 1988: Outram Park – Clementi
- 5 novembre 1988: Clementi – Lakeside
- 4 novembre 1989: City Hall – Tanah Merah
- 16 dicembre 1989: Tanah Merah – Pasir Ris
- 6 luglio 1990: Lakeside – Boon Lay
- 10 gennaio 2001: Tanah Merah – Expo
- 18 ottobre 2001: Dover
- 27 febbraio 2002: Expo – Changi Airport
- 28 febbraio 2009: Boon Lay – Joo Koon
- 18 giugno 2017: Joo Koon – Tuas Link

## Stazioni
Dal 18 giugno 2017, il treni in direzione ovest alternernano il loro capolinea occidentale tra le stazioni Joo Koon e Tuas Link

## Materiale rotabile
La linea East West è costituita dal seguente materiale rotabile: C151, C651, C751B, C151A e C151B. Questi treni operano dai tre depositi lungo la linea, il deposito Ulu Pandan tra Jurong East e Clementi, il deposito Changi vicino a Tanah Merah e dal 2017 il nuovo deposito di Tuas situato vicino a Tuas Link.

## Incidenti

### Incidente a Clementi del 1993
Prima dell'inizio del servizio, un veicolo di servizio ha versato dell'olio sui binari tra le stazioni Clementi e Jurong East. I primi dieci treni in direzione est hanno segnalato problemi di frenata. Poi, alle 7:50 del 5 agosto 1993, l'undicesimo treno diretto a est da Jurong si fermò alla stazione di Clementi per due minuti in più del previsto a causa dell'attivazione dei freni di emergenza per fermarsi alla stazione. Venne poi colpito dal dodicesimo treno che non è riuscito a fermarsi in tempo. 156 passeggeri rimasero feriti nell'incidente.

### Incidente del 22 marzo 2016
Alle 11:08 del 22 marzo 2016, due addetti alla manutenzione binari vennero investiti e uccisi da un treno che si avvicina alla stazione di Pasir Ris. I due dipendenti lavoravano come tecnici e facevano parte di un team tecnico composto da 15 persone guidate da un supervisore. Quel giorno, sono stati incaricati di verificare un guasto dell'apparecchiatura di segnalazione presente sui binari vicino alla stazione. Il team, che aveva il permesso di accedere ai binari, non si era però coordinato con l'unità di segnalamento della stazione per garantire che i treni non potessero viaggiare nell'area in cui si trovava la squadra.